# Joseph Wolpe
Joseph P. Wolpe (Johannesburgo, Sudáfrica, 20 de abril de 1915-Los Angeles, Estados Unidos, 1997), conocido como Joseph Wolpe, fue un psiquiatra sudafricano-estadounidense, figura influyente en la psiquiatría conductual, donde desarrolló conceptos tales como la inhibición recíproca, que ya había sido desarrollado, mil años atrás, por Abu Zayd al-Balkhi, y la desensibilización sistemática.

## Datos biográficos
Vivió su época académica en la Universidad de Witwatersrand. Posteriormente recibió la Ford Fellowship para realizar estudios predoctorales, la cual le otorgó la posibilidad de mudarse durante un año a la Universidad Stanford, en los Estados Unidos, donde pudo realizar sus estudios en psicología dentro del Centro de Ciencias del Comportamiento.[cita requerida]
Se inscribe en las corrientes de la psicología conductista, conocido sobre todo por sus teorías y experiencias sobre el tema de lo que hoy se conoce como desensibilización sistemática de las fobias.[cita requerida]
Nació en Johannesburgo (Sudáfrica), y más tarde se nacionalizó como estadounidense. Fue profesor de psiquiatría en la Facultad de Medicina de la Temple University de Filadelfia, en Pensilvania, entre 1965 y 1988.[cita requerida]
Es conocido por su formulación del principio de la inhibición recíproca o principio de la inhibición antagonista, que sirvió de base para el desarrollo de tratamientos que inhibían el miedo humano.